# Kimle
Kimle là một thị trấn thuộc hạt Győr-Moson-Sopron, Hungary. Thị trấn này có diện tích 37,27 km², dân số năm 2010 là 2149 người, mật độ 58 người/km².